# Convención Internacional de Cómics de San Diego
La Convención Internacional de Cómics de San Diego (en inglés, Comic-Con International: San Diego), conocida también como Comic-Con o Comic-Con de San Diego, es una convención de entretenimiento y cómics desarrollada anualmente en la ciudad de San Diego, Estados Unidos; y desde 2025 en Málaga, España.
Se la considera la convención más grande en su tipo en Estados Unidos y la cuarta más grande del mundo, solo superada por la Comiket en Japón, el Festival Internacional de la Historieta de Angulema en Francia y la Lucca Comics and Games en Italia.

## Historia y organización
La convención fue fundada por el fan de las historietas Sheldon Dorf, quien nació en Detroit, Míchigan. A mediados de los años 60 Dorf montó la Detroit Triple Fan Fair, la cual fue una de las primeras convenciones para fanáticos de las historietas. Al mudarse a San Diego, California en 1970 organizó en marzo del mismo año, una convención de un día, la Mini Convención de Cómics del Estado Dorado (Golden State Comic-Minicon) que era un inicio de lo que él esperaba se convirtiera en una mucho más grande convención. Dorf continuó siendo asociado con la convención ya fuese como presidente o administrador por muchos años, hasta que fue desconocido de la organización.
Siguiendo la reunión inicial, la primera convención de historietas de tres días de San Diego, la Comic Con del estado dorado, juntó a 300 personas y se llevó a cabo en el U. S. Grant Hotel de agosto 1 a 3 de 1970. Dentro de los lugares donde se llevó a cabo la convención en sus primeros años se encuentran el Hotel El Cortez, la Universidad de California, San Diego, y el Golden Hall, antes de mudarse al centro de convenciones de San Diego en 1991.
La convención es organizada por un panel de 13 miembros directivos, entre 16 y 20 trabajadores de medio-tiempo y tiempo completo, y 80 voluntarios quienes asisten por medio de comités. Comic Con International es una organización no lucrativa, y lo recaudado se emplea para financiar la Expo de Prensa alternativa y la WonderCon. En septiembre de 2010, la convención anunció que se quedaría en San Diego hasta el 2015.
De acuerdo con el muró de visitantes y convenciones de San Diego, la convención tiene un impacto económico anual de $162.8 millones.

## Eventos

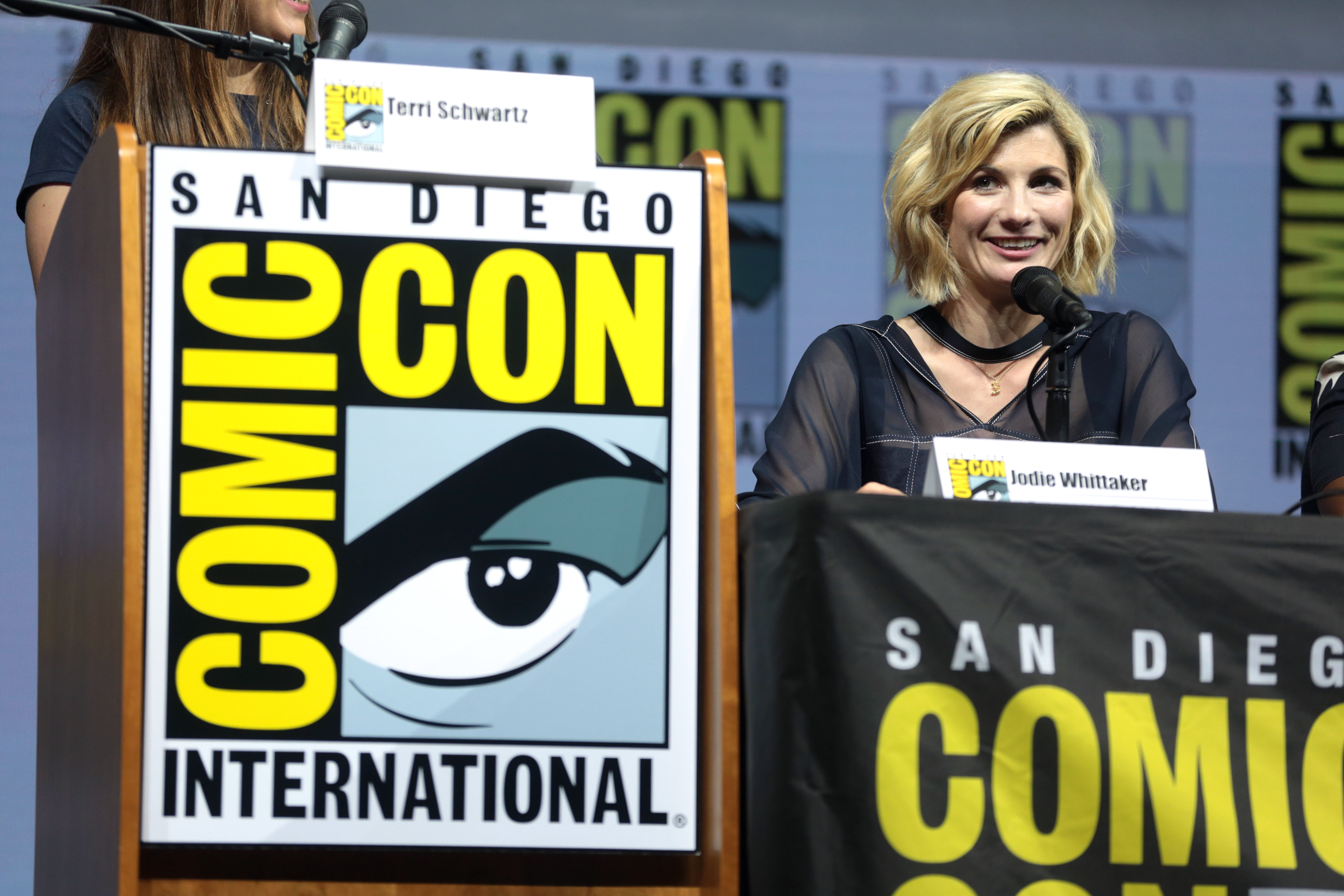
Conferencia de la actriz británica Jodie Whittaker en el San Diego Comic Con 2018.

Además de los seminarios y talleres que se llevan a cabo con profesionales de las historietas, también hay presentaciones de películas próximas a presentarse, sesiones de revisión de portafolios con las más grandes compañías de cómics y videojuegos, y eventos como ceremonias de premiación y la Mascarada, que es un concurso de disfraces, así como el Festival Comic Con Internacional de películas independientes en la cual se muestran corto y largometrajes que no son distribuidas. Como la mayoría de las convenciones, Comic Con designa un gran espacio a los exhibidores. Esto incluye compañías de medios como estudios de películas y cadenas de TV, así como vendedores de cómics y vendedores de coleccionables. También tiene designada un área de autógrafos, así como un «callejón de Artistas» dónde los creadores de historietas pueden dar sus autógrafos y ya sea vender o hacer dibujos.

## Coleccionables exclusivos
Durante el siglo XXI la convención ha atraído a diseñadores de juguetes y coleccionables que venden los ya famosos productos exclusivos de Comic Con. Entre éstas compañías se incluyen Hasbro, Mattel, Funko, Sideshow Collectibles y NECA. La mayoría de estos exclusivos son de personajes de películas, historietas, películas de animación y videojuegos.

## En los medios de comunicación
Comic-Con ha servido de plató de la película hecha por Mark Hamill Comic Book: The Movie, y para un episodio de la serie de televisión hecha por HBO Entourage, el cual después aunque se desarrolla en el evento no fue filmado ahí. Comic Con también sirvió como excusa de los personajes ficticios Seth Cohen y Ryan Atwood para viajar a Tijuana, México en la primera temporada de la serie de televisión The O.C.. Así mismo ha aparecido en series como Numb3rs y Beauty and the Geek. En 2011 el área externa cerca del Salón D del centro de convenciones apareció en la película Paul protagonizada por Simon Pegg y Nick Frost. La edición #72 de Invencible Iron Man (publicada por Marvel Comics en otoño de 1974) se lleva a cabo en julio–agosto de 1974 en la Comic-Con en el hotel El Cortez. La convención es mencionada frecuentemente en el show de televisión de CBS The Big Bang Theory, usualmente como un evento al que los personajes principales desean asistir. En el episodio «Lrrreconcilable Ndndifferences» de la serie Futurama los personajes principales asisten al convención del años 3010 (a la cual se refieren como «Comic Con intergaláctica» y se puede ver el clásico logo del ojo pero con muchos ojos), dónde Fry busca la aprobación de su historieta mientras Bender asiste al puesto de Matt Groening (creador de Futurama y Los Simpson).

## Multitudes
La capacidad de asistencia de la Comic-Con en 2006 y 2007 causó muchos problemas, lo que motivó que empezaran a surgir dudas sobre si el centro de convenciones de San Diego es apto para mantener un evento de esa magnitud. En 2006, por primera vez en su historia, Comic-Con tuvo que cerrar la entrada por algunas horas el sábado para poder acomodar a la multitud que yacía dentro del lugar. En respuesta a esto, para el 2007 se introdujo una nueva membresía de tres días la cual no incluía el sábado. A pesar de las acciones tomadas, por primera vez las entradas para el sábado así como las del viernes y domingo se agotaron, además de que las membresías tanto de tres como de cuatro días se agotaron por primera vez. En 2008 se abandonó la idea de membresías para los tres días y se decidió que las membresía solo se venderían por adelantado. En 2008 de nueva cuenta se rompió un récord al agotarse todas las membresías antes del evento. El hecho de que se agotaran las membresías dio pie a un nuevo fenómeno que consta de la reventa de las entradas por precios exorbitantes en páginas como eBay. En abril del mismo año David Glanzer, director de marketing y relaciones públicas de la convención, transmitió el deseo de la organización de quedarse en San Diego:

Se han acercado a nosotros muchas ciudades, pero yo no creo que nadie quiera irse de San Diego. Por lo menos en mi opinión. Está a la medida para nosotros. Es cara, ya sea por pagar anuncios que indiquen que calles están cerradas, o a los policías, etc; pero es una gran ciudad. Ha habido charlas sobre expandir el centro lo cual es bienvenido. Esperamos que si todo sale bien, continuemos aquí por muchos años más.

Glazner explicó el motivo de este hecho:

Para el 2010 la decisión fue ofrecer a la gente una opción (de que si querían asistir al preestreno) a aquellos que compraran pases de cuatro días. Limitamos el número de pases para la noche de preestreno al número de gente que asistieron en 2008.

Mark Evanier escribió en su blog News from ME del 9 de noviembre de 2009 que todos los pases de cuatro días del 2010 ya estaban agotados.
El periódico North County Times informó el 26 de julio de 2010 que los pases de cuatro días con acceso a la noche de preestreno para la convención del 2011 se agotaron dos horas antes de clausurar la convención del 2010.